# Roguelike
Roguelike или rogue-like (/roʊɡlaɪk/; буквально «Rogue-подобные» (игры); рус. роуглайк, сленг «рогалик») — жанр компьютерных игр. Характерными особенностями классического roguelike являются генерируемые случайным образом уровни, пошаговость и необратимость смерти персонажа — в случае его гибели игрок не может загрузить игру и должен начать её заново. Многие roguelike выполнены в декорациях эпического фэнтези под сильным влиянием настольных ролевых игр наподобие Dungeons & Dragons.
Жанр восходит к игре 1980 года Rogue. Хотя и до неё выходили подобные игры, такие как Beneath Apple Manor, именно Rogue стала образцом для бесчисленных подражаний. Подобные игры, распространявшиеся в виде открытого кода, были крайне популярны в среде американских программистов и студентов в 1980-х — 1990-х годах. При наличии множества вариантов и различий между отдельными играми основные принципы геймплея roguelike оставались неизменными. В 2008 году эти консервативные принципы были описаны в рамках так называемой «Берлинской интерпретации».
В 2000-х годах начали появляться игры, включающие в себя один или несколько основных принципов roguelike вместе с элементами игр других жанров. Подобные игры иногда классифицируют как roguelike-like («Rogue-подобно-подобные») и roguelite («слегка rogue»).

## Особенности
Игровой процесс игр жанра roguelike в целом вдохновляется Rogue, однако отдельные игры могут значительно отличаться друг от друга. В 2008 году на конференции International Roguelike Development Conference 2008 в Берлине участники попытались определить ключевые факторы, выделяющие roguelike среди других игр; их определение известно как «Берлинская интерпретация» (англ. Berlin interpretation). Берлинская интерпретация выделила ряд ключевых факторов «с высокой ценностью», позволяющих определить игру как roguelike:
- Мир игры должен создаваться случайным образом, что должно способствовать реиграбельности — возможности проходить игру снова и снова[4]. Такое «случайное создание» мира обычно достигается с помощью процедурной генерации — оно может быть и не абсолютно случайным, но соответствовать заранее заданным разработчиками правилам[5].
- Игра должна содержать «перманентную смерть», не позволяя игроку продолжить прохождение после гибели персонажа. Если управляемый игроком герой погибнет, игрок должен создать нового персонажа и начать прохождение заново с первого уровня. Игра и не ожидает, что игроку удастся целиком её пройти первым же созданным персонажем. Игра может включать возможность сохранения, но файлы такого сохранения для каждого персонажа удаляются с его гибелью[4].
- Игра должна быть пошаговой: каждая команда должна соответствовать одному действию или передвижению, и игра не должна ограничивать игрока по времени — он может подумать, прежде чем выбрать то или иное действие[4].
- Мир игры должен строиться на единообразной сетке из полей («тайлов») равных размеров; и игровой персонаж, и его враги должны занимать каждый одно такое поле[4].
- Игра должна иметь единый режим и единый набор команд для всех игровых ситуаций, не допуская каких-либо дополнительных меню, головоломок или мини-игр[4].
- Игра должна обладать функциональной сложностью, так, чтобы у распространенных задач было несколько вариантов решения. Такую функциональную сложность обеспечивают, предоставляя игроку множество возможных взаимодействий между предметами и врагами или другими предметами[4]. Она не должна вести игрока по какому-то строго линейному пути, но предоставлять свободу со множеством вариантов прохождения[3].
- Игрок должен заниматься менеджментом ресурсов: экономно расходовать ограниченные ресурсы (например, воду, лечебные зелья и тому подобное) и находить использование для новых, найденных во время прохождения ресурсов[4]. Иначе говоря, игрок должен сам выяснять свойства любых найденных им в прохождении предметов[3].
- Хотя игра может предоставлять игроку и иные возможности, её важной частью должно быть истребление множества враждебных монстров. Этот принцип описывается как hack and slash или «игрок против всего мира»[4].
- Другой важной и обязательной частью геймплея является исследование мира — изучение подземелий, обнаружение свойств найденных предметов. В каждом новом прохождении это исследование нужно начинать с самого начала[4].

С момента публикации Берлинская интерпретация подвергалась критике: предлагаемые правила были настолько жёсткими, что им не вполне соответствовали даже некоторые классические roguelike, как, например, Angband с её отдельными меню для магазинов.

## Ранние roguelike

Дерево семейства игр жанра roguelike

Жанр назван по имени прародителя — игры Rogue, разработанной для системы UNIX в 1980 году, хотя вышедшие ранее игры Beneath Apple Manor и Sword of Fargoal также относят к жанру roguelike. В 1980-х и 1990-х годах roguelike приобрели огромную популярность среди программистов и студентов американских университетов, что привело к появлению большого количества подражаний и ответвлений, сохраняющих, однако, характерные особенности игр-предшественниц. К числу наиболее известных roguelike принадлежат Hack, NetHack, Ancient Domains of Mystery, Moria, Angband и Tales of Maj’Eyal, а также японская серия коммерческих игр Mystery Dungeon.
Игровая система обычно является адаптацией систем, используемых в настольных ролевых играх, таких как Dungeons&Dragons или GURPS. Карты, как правило, генерируются случайным образом при каждом новом запуске игры. Большинство игр (кроме многопользовательских) являются пошаговыми, без ограничения времени.
Для изображения игровых объектов в традиционных roguelike-играх используются символы ASCII. Так, персонаж обычно обозначается символом @, монстры (обычно враждебные) — буквами алфавита, деньги — символом $, еда — символом % и т. д. Некоторые игры используют вместо ASCII-символов картинки фиксированного размера (тайлы). Действия персонажа управляются с клавиатуры в стиле, немного напоминающем редактор vi. Большинство команд вызываются нажатием одной-двух клавиш, например, r (read), чтобы прочитать свиток или книгу, e (eat), чтобы что-нибудь съесть и т. п.

## Roguelike-подобные игры

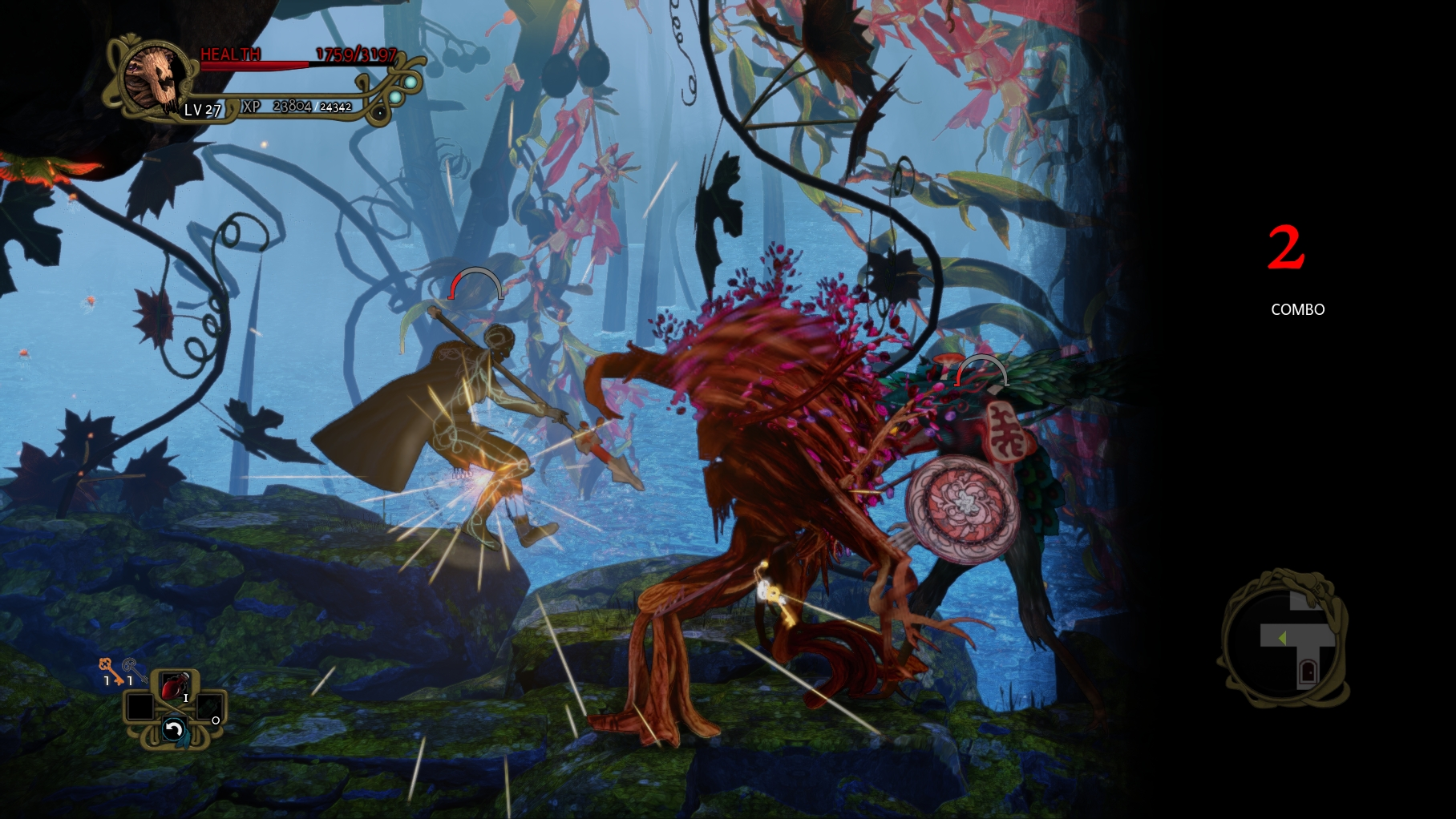
Abyss Odyssey — пример двухмерного платформера с элементами roguelike

Новое обращение к жанру roguelike произошло в 2000-е годы с расцветом разработки инди-игр и появлению «roguelike-подобных игр» с нечёткой жанровой принадлежностью. Такие игры представляли собой не собственно roguelike в классическом понимании этого термина, но соединение элементов roguelike и игр других жанров. К числу ранних примеров roguelike-подобных игр относятся Strange Adventures in Infinite Space (2002) и её продолжение Weird Worlds: Return to Infinite Space (2005), разработанные студией Digital Eel — обе игры были посвящены исследованию космоса, включали в себя случайную генерацию планет и встреч с различными опасностями и необратимую смерть. Источником вдохновения для обеих игр послужили одновременно приключенческая игра Starflight и игры-roguelike типа Nethack..
С развитием компьютеров и игровой индустрии произошёл отход от классического определения «рогаликов». Новую формацию «roguelike» по англ. называют «roguelike-like» (букв. «подобные rogue-подобным»). Такие игры зачастую имеют случайно генерируемые уровни и перманентную смерть, но без пошагового режима, и основной жанр может быть экшеном или платформером. Игроки спокойно отнеслись к такому видоизменению классического жанра, больше обращая внимания на то, приносит игра удовольствие или нет
С появлением более мощных компьютеров и игровых консолей появились новые игры, сохраняющие основные принципы roguelike — в первую очередь процедурное создание уровней и необратимость смерти игрового персонажа, но включающие в себя элементы игр других жанров, непривычные для roguelike темы и стили графики. Популярность таких инди-игр, как Spelunky, The Binding of Isaac, FTL: Faster Than Light и Rogue Legacy способствовала распространению принципов roguelike в игры других жанров. Для различия между традиционными roguelike и играми смешанных жанров, использующих лишь некоторые элементы классической концепции, иногда применяют термины «roguelike-like» («Rogue-подобно-подобные») и «roguelite» («лёгкие» roguelike). Другие игры, такие как Diablo и UnReal World — важные вехи в эволюции жанров Action/RPG и симуляторов выживания соответственно — создавались под влиянием roguelike.
В 2020-х годах элементы roguelike постепенно проникают в игры массового сектора. Так, roguelike-подобный симулятор выживания Don’t Starve Together в 2023 году вошёл в топ-10 игр Steam по пиковому онлайну.

## Mystery Dungeon и roguelike в Японии
В японской игровой индустрии возникло собственное ответвление жанра, представленное в первую очередь серией игр Mystery Dungeon от компании Chunsoft. Первая игра серии Torneko no Daibōken: Fushigi no Dungeon (яп. トルネコの大冒険 不思議のダンジョン Torneko's Great Adventure: Mystery Dungeon) была основана на более популярной серии компьютерных ролевых игр Dragon Quest. Продюсер игры Коити Накамура утверждал, что игра непосредственно вдохновлялась Rogue, но её разработчики пытались создать «более понятную и более лёгкую для игры версию». В играх серии Mystery Dungeon высокая сложность, присущая жанру roguelike, была снижена за счёт генерации менее сложных подземелий в начале игры и более сложных в конце; необратимая смерть в серии является опциональной, обязательной лишь в том случае, если игрок сам выбирает более высокий уровень сложности. На 2016 год в серии вышло свыше 25 игр на разных платформах, часто основанных на различных франшизах других компаний, в частности, Chocobo Mystery Dungeon, основанной на серии игр Final Fantasy, и Pokémon Mystery Dungeon, основанная на вселенной Pokémon. Отдельные части серии Mystery Dungeon добивались значительного успеха на японском игровом рынке, войдя в число самых популярных игр в этой стране. Хотя некоторые игры серии выпускались и для западных рынков, их успех был меньшим.
Ряд других японских ролевых игр также включает в себя элементы roguelike — такие игры, как Vagrant Story, Shining Soul или Baroque при выходе на западных рынках воспринимались как roguelike или roguelike-подобные игры. Массовая многопользовательская ролевая онлайн-игра Final Fantasy XIV включает в себя случайно генерируемое подземелье Deep Dungeon, выполненное в духе roguelike.

## Ежегодное голосование
Традиционным стало ежегодное голосование на звание лучшей roguelike игры года. С 2007 года оно проводится на сайте ASCII DREAMS в декабре. Лучшими были признаны:
- 2007 год — Dwarf Fortress
- 2008 год — Dungeon Crawl Stone Soup
- 2009 год — DoomRL[англ.]
- 2010 год — T.o.M.E. 4
- 2011 год — T.o.M.E. 4
- 2012 год — T.o.M.E. 4
- 2013 год — Noxico